# 22911 Johnpardon
22911 Johnpardon è un asteroide della fascia principale. Scoperto nel 1999, presenta un'orbita caratterizzata da un semiasse maggiore pari a 2,2050271 au e da un'eccentricità di 0,0927669, inclinata di 1,91007° rispetto all'eclittica.
L'asteroide è dedicato allo studente statunitense John Vincent Pardon.